# قاع السوق (خولان)

تعديل مصدري - تعديل

قاع السوق هي إحدى قرى عزلة الاعروش بمديرية خولان التابعة لمحافظة صنعاء، بلغ تعداد سكانها 80 نسمة حسب تعداد اليمن لعام 2004.